# 大島優磨
大島 優磨（おおしま ゆうま、1995年1月7日 - ）は、日本の柔道家。徳島県阿波市出身。階級は60kg級。身長164cm。組み手は左組み。血液型はB型。得意技は背負投、寝技。弟は2013年の世界カデ60kg級チャンピオンの大島拓海。妻は総合格闘技に取り組んでいる大島沙緒里。

## 経歴
柔道は7歳の時に高原柔道会で始めた。小学校5年の時には全国小学生学年別柔道大会40kg級で優勝した。6年の時は45kg級で2位にとどまった。阿波中学2年の時に全国中学校柔道大会60kg級で2位になると、3年の時には優勝を飾った。国士舘高校に進学すると、2年の時に全日本カデと世界カデで優勝を果たした。さらに全国高校選手権でも優勝した。3年の時には全日本ジュニアとアジアジュニアでも優勝を成し遂げた。
国士舘大学に進学すると、1年の時には全日本ジュニアで2連覇を成し遂げた。しかし、世界ジュニアでは3位に終わった。グランプリ・デュッセルドルフでは決勝で日本体育大学4年の志々目徹に指導2で敗れた。2年になると、東アジア選手権で優勝した。グランドスラム・チュメニで3位に入ると、グランドスラム・東京では準決勝で了徳寺学園職員の志々目に有効で敗れるも3位になった。2015年2月のヨーロッパオープン・ローマでは、決勝で世界選手権3位であるグルジアのアミラン・パピナシビリに寝技で逆転勝ちして優勝を飾った。3年の時にはユニバーシアードに出場するも2位にとどまった。グランプリ・タシュケントではオール一本勝ちで優勝を飾った。4年の時には4月の選抜体重別の準決勝でパーク24の髙藤直寿を横四方固で破るも、決勝で志々目に敗れて2位にとどまった。アジア選手権では準決勝でカザフスタンのエルドス・スメトフに敗れて3位に終わった。7月のグランドスラム・チュメニでは決勝で地元ロシアのアルベルト・オグゾフに指導1と有効を先取されるも、相手の足取りによる反則で逆転勝ちした。10月の体重別団体では決勝の東海大学戦で一本勝ちするなどして、チームの9年ぶりの優勝に貢献した。11月の講道館杯では準決勝で東海大学2年の永山竜樹に内股で敗れて3位に終わった。12月のグランドスラム・東京では2回戦で敗れた。
2017年からは旭化成の所属となった。11月の講道館杯では3位だった。2018年3月のグランドスラム・エカテリンブルグでは初戦でパピナシビリ、準々決勝でリオデジャネイロオリンピック金メダリストである地元ロシアのベスラン・ムドラノフにそれぞれ一本勝ちするも、準決勝で地元ロシアのイスラム・ヤシュエフに敗れて3位に終わった。4月の体重別では初戦で過去5戦全敗だった志々目を反則勝ちで破ると、その後の決勝でもセンコーの米村克麻を縦四方固で破るなど、今大会オール一本勝ちして初優勝を飾った。この際に、「ようやくタイトルを取れて本当に良かった。泥くさく闘うという自分の柔道ができた。ここが通過点。気を引き締めて、もっともっとレベルを上げられるように精進したい」とコメントした。11月の講道館杯では決勝で志々目をGS含めて10分近い戦いの末に横四方固で破って初優勝を飾った。前日に双子の姉妹を授かったことで発奮したという。11月のグランドスラム・大阪では準決勝で永山に技ありで敗れるも、3位決定戦で志々目に反則勝ちして3位になった。2019年3月のグランドスラム・エカテリンブルグでは準決勝まで全て一本勝ちするも、決勝でモンゴルの伏兵選手であるルハグバジャムツ・ウヌボルドに反則負けを喫して2位に終わった。4月の体重別では準決勝で永山に技ありで敗れて3位にとどまった。アジアオープン・台北では決勝でパーク24の竪山将に反則負けして2位に終わった。その後階級を66kg級に上げると、2021年12月の実業個人選手権で2位になった。2022年の実業個人選手権では優勝した。2023年2月に初開催となったシニア体重別では優勝した。8月の実業個人選手権では2連覇を果たした。2024年10月の実業個人選手権では3連覇を達成した。

## 戦績
- 2005年 - 全国小学生学年別柔道大会 優勝（40kg級）
- 2006年 - 全国小学生学年別柔道大会 2位（45kg級）
- 2008年 - プーチン大統領杯柔道大会 団体戦 2位

60kg級での戦績
- 2008年 - 全国中学校柔道大会 2位
- 2009年 - プーチン大統領杯柔道大会 団体戦 2位
- 2009年 - 全国中学校柔道大会 優勝
- 2010年 - ブレーメンカデ国際 優勝
- 2011年 - 全日本カデ 優勝
- 2011年 - 世界カデ 優勝
- 2011年 - 全日本ジュニア 2位
- 2012年 - 全国高校選手権 優勝
- 2012年 - ブレーメンジュニア国際 優勝
- 2012年 - ドイツジュニア国際 3位
- 2012年 - 全日本ジュニア 優勝
- 2012年 - アジアジュニア 優勝
- 2013年 - 全日本ジュニア 優勝
- 2013年 - 世界ジュニア 3位
- 2013年 - 講道館杯 2位
- 2014年 - グランプリ・デュッセルドルフ 2位
- 2014年 - 東アジア選手権 個人戦 優勝 団体戦 2位
- 2014年 - グランドスラム・チュメニ 3位
- 2014年 - 体重別団体 3位
- 2014年 - グランドスラム・東京 3位
- 2015年 - ヨーロッパオープン・ローマ 優勝
- 2015年 - 体重別 3位
- 2015年 - ユニバーシアード 2位
- 2015年 - グランプリ・タシュケント 優勝
- 2015年 - 体重別団体 2位
- 2015年 - 講道館杯 5位
- 2016年 - 体重別 2位
- 2016年 - アジア選手権 3位
- 2016年 - グランドスラム・チュメニ 優勝
- 2016年 - 体重別団体 優勝
- 2016年 - 講道館杯 3位
- 2017年 - 実業個人選手権 3位
- 2017年 - 講道館杯 3位
- 2018年 - グランドスラム・エカテリンブルグ 3位
- 2018年 - 体重別 優勝
- 2018年 - 実業個人選手権 3位
- 2018年 - 講道館杯 優勝
- 2018年 - グランドスラム・大阪 3位
- 2019年 - グランドスラム・エカテリンブルグ 2位
- 2019年 - 体重別 3位
- 2019年 - アジアオープン・台北 2位
- 2019年 - 実業個人選手権 3位
- 2019年 - 講道館杯 5位

66kg級での戦績
- 2021年 - 実業個人選手権 2位
- 2022年 - 実業個人選手権 優勝
- 2023年 - シニア体重別 優勝
- 2023年 - 実業個人選手権 優勝
- 2024年 - 実業個人選手権 優勝

（出典、JudoInside.com）